# Europäisches Zentrum für globale Interdependenz und Solidarität
Das Europäische Zentrum für globale Interdependenz und Solidarität, auch Nord-Süd-Zentrum genannt, ist eine Institution, die durch ein Teilabkommen 1989 von Mitgliedsländern des Europarates errichtet wurde. Ihr Sitz ist Lissabon.
Mit dem Teilabkommen haben sich ein Teil der 46 Mitgliedsstaaten des Europarates entschlossen, den Dialog zwischen Vertretern aus Nord und Süd zu vereinfachen. Die Aufgabe des Nord-Süd-Zentrums ist es, die Nord-Süd-Kooperation zu fördern, und auf die Interdependenzen in der globalisierten Welt aufmerksam zu machen. Es ist damit das Fenster zur Welt für die älteste Staatenorganisation des europäischen Kontinents. 

## Hintergrund
Soziale und ökonomische Entwicklungen in Afrika betreffen Europa heute so stark wie nie zuvor. Wenn Staaten in diesen Regionen scheitern, kann das in Form von Migration oder Terrorismus direkte Auswirkung für Europa haben. 
Die Organisation arbeitet darauf hin, durch Dialog und Kooperation die Grundwerte des Europarates Menschenrechte, Demokratie und Rechtsstaatlichkeit auch im außereuropäischen Raum zu fördern. Durch die Zusammenarbeit von Regierungen, Parlamenten, lokalen Gebietskörperschaften und NGOs kombiniert das Zentrum verschiedene Perspektiven und Lösungsansätze. Es kooperiert ferner mit der Europäischen Kommission.

## Programm bis 2007: Bildung und Kooperation
Das aktuelle Arbeitsprogramm bis 2007 stellt zwei Punkte in den Mittelpunkt: 
- Im „Global Education“ Programm sollen Bürger in Europa auf die globale Dimension und die Universalität von Menschenrechten, nachhaltiger Entwicklung, Frieden und Konfliktprävention aufmerksam gemacht werden. Besonders für junge Menschen soll ein Rahmen geschaffen werden, innerhalb dessen sie Einblicke in die globalen Abhängigkeiten und Verbindungen erhalten.

- Ein Forum soll den Dialog zwischen Vertretern aus Nord und Süd vereinfachen: Eine Plattform für den Europa-Afrika-Dialog und den Europa-Mittelmeer-Dialog wurde ins Leben gerufen.